# Dobrzenica (dopływ Uklei)
Dobrzenica – struga w północno-zachodniej Polsce, w woj. zachodniopomorskim; lewobrzeżny dopływ rzeki Uklei.
Dobrzenica bierze swoje źródło w mieście Dobra, przez które przepływa w kierunku północnym. Następnie biegnie między wsiami Bienice a Dobrkowo, gdzie od lewego brzegu do strugi uchodzi dopływ z Bienic. Dalej Dobrzenica płynie wzdłuż zachodniej granicy gminy Radowo Małe, początkowo szeroką doliną o płaskim torfiastym dnie. W odcinku ujściowym dolina ma charakter przełomowy i przebija się głębokim wąwozem przez wysoczyznę morenową. Szerokość koryta na tym odcinku wynosi od 3 do 5 m. Struga przepływa przez wieś Sienno Dolne a następnie uchodzi do lewego brzegu Uklei.
Obniżenie doliny Dobrzenicy wypełniają torfy.
Nazwę Dobrzenica wprowadzono urzędowo rozporzędniem w 1948 roku, zastępując poprzednią niemiecką nazwę Luisen Bach.